# Pernille Vermund

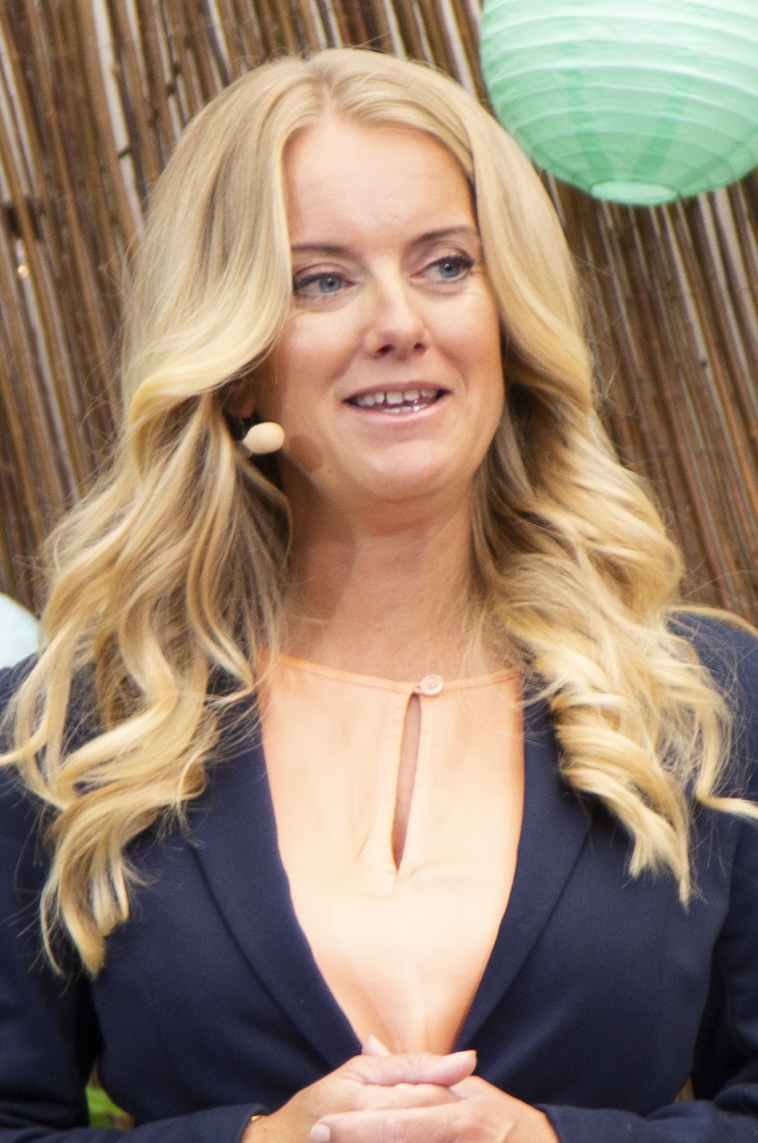
Pernille Vermund

Ann Pernille Vermund Tvede (geboren am 3. Dezember 1975 in Kopenhagen) ist eine dänische Architektin, Unternehmerin und Politikerin der Liberal Alliance. Seit 2019 sitzt sie im Folketing, dem dänischen Parlament. Sie war auch Gründerin der rechtspopulistischen Partei Nye Borgerlige (Neue Bürgerliche).

## Leben, Bildung und Arbeit
Ann Pernille Vermund schloss ihre Ausbildung als Architektin 2001 an der Kunstakademiets Arkitektskole ab. In ihrem Abschlussprojekt „Jugendwohnungen für Asylsuchende“ argumentierte sie für Asylheime in der Innenstadt, anstatt diese außerhalb der großen Städten zu platzieren, und erstellte die Architektur dahinter. Als Unternehmerin gründete sie ein Architekturbüro.
2011 ließ sie sich von ihrem ersten Mann scheiden, mit dem sie drei Kinder hat. Am 11. Mai 2019 heiratete sie den 19 Jahre älteren Millionär und Unternehmer Lars Tvede.

## Politische Karriere

### Konservative Folkeparti
2009 wurde Pernille Vermund in den Stadtrat von Helsingør hineingewählt. Zwei Jahre später zog sie sich wegen der Scheidung von ihrem Ehemann aus der Politik zurück. 2014 stellte sie als Kandidatin für das Folketinget für den Wahlkreis Helsingør auf. Im Jahr darauf wurde sie erste Stellvertreterin für Mette Abildgaard, die politische Wortführerin der Partei. Jedoch trat Pernille Vermund im selben Jahr aus der Partei aus und gründete Nye Borgerlige.

### Nye Borgerlige
Im Oktober 2015 gründete Pernille Vermund zusammen mit Seier Christensen die rechtspopulistische Partei Nye Borgerlige, die anfangs noch Ny Konservative hieß. Die Partei ist marktliberal und gegen das Recht auf Asyl. Die Partei hat drei Kernpunkte, von denen sie nicht abweicht und die jede Partei, die ihre Unterstützung haben will, erfüllen muss:
1. Ein vollkommener Asylstopp
2. Ausländer müssen sich selbst versorgen können
3. Kriminelle Ausländer sollen bei dem ersten Urteil ausgewiesen werden

Die Partei ist marktliberal und will zum Beispiel Jobcenter privatisieren. Das Motto der Partei ist Mindre Stat Mere Menneske (Kleiner Staat Mehr Mensch). Die Überzeugung der Partei ist es, bessere Sozialsysteme durch Privatisierung und Dezentralisierung zu bekommen. Indem nur dänische Staatsbürger vom Wohlfahrtsstaat abgesichert sind, soll dabei auch Steuergeld gespart werden. Die Partei will mehr für sozial Benachteiligte, solange sie dänische Staatsbürger sind, tun.
Bei den Wahlen im Jahr 2022 erhielt die Partei sechs Sitze im Folketing, wurde aber mit der Zeit nur noch von Vermund und Kim Edberg Andersen im Folketing vertreten. Obwohl Vermund das Amt nach außen wahrnahm, hatte die Partei seit dem Ausschluss von Lars Boje Mathiesen im März 2023 offiziell keinen Vorsitzenden. Nach einem Jahr voller Turbulenzen bei der Partei wurde sie am 28. Oktober 2023 ohne Gegenkandidaten erneut in das Amt der Parteivorsitzenden gewählt. Am 10. Januar 2024 wurde die Fraktion der Partei überraschend aufgelöst und der Vorstand der Partei hat die Auflösung der Partei empfohlen.

### Liberal Alliance
Am 17. Januar 2024 trat sie der Liberal Alliance bei und erhielt einen Sitz in der Fraktion dieser Partei.